# Thung Wa
Thung Wa (em tailandês: อำเภอทุ่งหว้า) é um distrito da província de Satun, no sul da Tailândia. É um dos 7 distritos que compõem a província. Sua população, de acordo com dados de 2012, era de 22 045 habitantes, e sua área territorial é de 452,33 km².
Grande parte das ilhas que compõem o distrito, localizadas no litoral da Tailândia, fazem parte do Parque Nacional Mu Ko Phetra.